# Baissama Sankoh
Baissama Sankoh (ur. 20 marca 1992 w Nogent-sur-Marne) – gwinejski piłkarz grający na pozycji prawego obrońcy. Zawodnik klubu SM Caen.

## Kariera klubowa
Swoją karierę piłkarską Sankoh rozpoczął w klubie En Avant Guingamp. W 2009 roku awansował do zespołu rezerw. W 2011 roku stał się również członkiem pierwszego zespołu Guingamp. 14 stycznia 2012 zadebiutował w nim w Ligue 2 w przegranym 0:1 wyjazdowym meczu z Le Mans FC. W sezonie 2012/2013 wywalczył z Guingamp wicemistrzostwo Ligue 2 i awansował do Ligue 1. W sezonie 2013/2014 zdobył z Guingamp Puchar Francji.
Latem 2015 Sankoh przeszedł na zasadzie wypożyczenia do drugoligowego Stade Brestois 29. 31 lipca 2015 zadebiutował w nim w Ligue 2 w zremisowanym 0:0 wyjazdowym meczu z AJ Auxerre.
W 2017 przeszedł do SM Caen.
| Sezon   | Klub              | Kraj    | Rozgrywki | Mecze | Gole |
| ------- | ----------------- | ------- | --------- | ----- | ---- |
| 2009/10 | EA Guingamp       | Francja | CFA 2     | 1     | 0    |
| 2010/11 | EA Guingamp       | Francja | CFA 2     | 23    | 1    |
| 2011/12 | EA Guingamp       | Francja | Ligue 2   | 4     | 0    |
| 2011/12 | EA Guingamp       | Francja | CFA 2     | 9     | 0    |
| 2012/13 | EA Guingamp       | Francja | Ligue 2   | 5     | 0    |
| 2012/13 | EA Guingamp       | Francja | CFA 2     | 6     | 0    |
| 2013/14 | EA Guingamp       | Francja | Ligue 1   | 11    | 0    |
| 2013/14 | EA Guingamp       | Francja | CFA 2     | 3     | 0    |
| 2014/15 | EA Guingamp       | Francja | Ligue 1   | 9     | 0    |
| 2015/16 | Stade Brestois 29 | Francja | Ligue 2   | 32    | 0    |
| 2016/17 | EA Guingamp       | Francja | Ligue 1   | 17    | 0    |
| 2017/18 | SM Caen           | Francja | Ligue 1   | 26    | 0    |
| 2018/19 | SM Caen           | Francja | Ligue 1   |       |      |

## Kariera reprezentacyjna
W reprezentacji Gwinei Sankoh zadebiutował 14 sierpnia 2013 w zremisowanym 2:2 towarzyskim z Algierią. W 2015 roku został powołany do kadry na Puchar Narodów Afryki 2015. Rozegrał na nim cztery mecze: z Wybrzeżem Kości Słoniowej (1:1), z Kamerunem (1:1), z Mali (1:1) i ćwierćfinałowy z Ghaną (0:3).